# Pressió estètica
La pressió estètica és la pressió social que imposa la societat a les nenes, adolescents i dones a aconseguir l'estereotip de dona ideal i impossible, la qual genera frustració, obsessió i riscos de salut en elles, així com, l'aplicació de mesures estrictes en l'alimentació, la medicació i les operacions quirúrgiques, per arribar a aquest ideal de bellesa. D'aquesta manera s'enforteixen cada vegada més els estereotips de gènere, que consoliden i perpetuen els rols imposats per la societat i de les violències, ja que tradicionalment, les dones hem estat situades de forma genèrica en una posició d'eternes dominades, gràcies a diversos mites i mandats socials creats al voltant de la feminitat i la masculinitat.
Les dones hem entrat en l'esfera masculina i avui dia podem desenvolupar els mateixos papers que ells, però sense que hàgim abandonat els nostres rols originals, aquells que responen als dos interessos fonamentals que motiven l'apropiació masculina de la dona: l'interès reproductiu (o productiu, ja que els fills i filles són un recurs) i l'eròtic (el de proporcionar plaer sexual, sigui en forma d'acte consumat o d'estímul per a l'imaginari). Això vol dir que la pressió estètica no només és una eina per cosificar-nos, sinó que alhora és una reacció violenta del patriarcat per evitar que esdevinguem un subjecte polític amb potencial revolucionari.
Actualment, ja que es tracta d'un negoci on capital i patriarcat actuen com aliats, la pressió estètica és més impactant que mai i això es trasllada en dos fets clarament observables.
1. D'una banda, s'ha estès a totes les classes socials, no només són les dones que formen part de les elits qui es veuen obligades a complir amb aquest imperatiu.
2. D'altra banda, lluny del que podríem pensar, les conquestes feministes han permès molts avanços, però no en aquest aspecte, fins al punt que el fet que les dones accedeixin a quotes de poder no ens allibera de la pressió estètica, al contrari. Com major és la posició de poder que ocupa una dona, més se li exigeix que es preocupi per la seva aparença física, i més útil esdevé la pressió estètica com eina de desautorització i descrèdit cap a ella.

## Definició
Com va argumentar Naomi Wolf a The Beauty Myth: How Images of Beauty are Used Against Women (1991), es tracta d’un tipus de violència sistèmica que afecta especialment les dones, que reben més pressió social per ser joves, guapes i primes, fet que les empeny a fer encaixar el seu cos amb el model normatiu i a la roba que s’hi adapta. Aquesta modalitat de violència comença ja d’infants en molts centres educatius (en forma d’assetjament o bullying) i s’expressa en formes de microviolències difícils de gestionar perquè pertanyen a l’ordre de la intimitat i s’expressen en formes tan normalitzades que sovint ni es veuen ni es qüestionen. Segons dades de la UNESCO, l’aparença física és un dels principals motius d’assetjament entre iguals i es dona també discriminació laboral per raons de talla (sizeisme). Actualment hi ha una tendència a reclamar la presència i bellesa de cossos no normatius (body positive) i la reapropiació del dret al propi cos.

## Com afecta la pressió estètica a les dones
Fruit d'aquesta opressió de gènere institucionalitzada i permesa, les patologies no paren d'augmentar entre les dones. Els trastorns i problemes de l'alimentació (trastorns de la conducta alimentària –anorèxia, bulímia i trastorn per afartaments-, sobrepès i obesitat) afecten al voltant del 50% de la població de l'estat espanyol.
- El 6% de les noies catalanes d'entre 12 i 24 anys estan patint un trastorn de la conducta alimentària (un 2% més que fa 10 anys), representant la 3a malaltia crònica entre aquest col·lectiu. L'11,5% estan en risc de patir algun trastorn d'aquest tipus al llarg de la seva joventut, ja que realitzen conductes molt perilloses per a la salut com són els dejunis, l'ús del vòmit per a perdre pes, dietes restrictives sense control mèdic, etc.
- A l'estat espanyol al voltant del 60% de les joves menors de 18 anys han dut a terme una dieta per perdre pes alguna vegada, i aproximadament el 50% d'aquestes s'identifiquen idealment amb un patró estètic notablement més prim i estilitzat que el seu, expressant disconformitat amb la seva imatge i rebuig parcial o total al seu cos.
- 9 de cada 10 casos de trastorns de la conducta alimentària són dones. Experimenten malestar, sentiments de culpa, vergonya i inseguretat quan observen imatges de cossos prims; augmentant, d'aquesta manera, la insatisfacció pel seu propi cos.
- Es dona un augment de casos entre població adulta tenint en compte indicadors tals com els alts graus d'insatisfacció corporal de les ciutadanes i l'elevat nombre d'operacions d'estètica que es realitzen a l'estat espanyol entre d'altres.
- El patró de bellesa actual d'extrema primesa i joventut que cada vegada s'allunya més de la morfologia real de la població i provoca mals estils de vida: saltar-se àpats, fer dejuni, fumar, vomitar, consumir laxants i diürètics i altres productes amb l'ànim d'aprimar-se.

## Principals agents socialitzadors de gènere

### Els mitjans de comunicació
La valoració de la imatge corporal que fan els mitjans de comunicació, i en especial la televisió, té transcendència i influència en la percepció i valoració social de la imatge corporal. S'ha observat en diversos estudis que la imatge corporal de les dones és significativament més negativa després de veure imatges de cossos prims en els mitjans de comunicació. Amb l'arribada de les xarxes socials, com Instagram o Twitter, les celebritats llueixen les seves esveltes figures augmentant la pressió social sobre un estàndard determinat de bellesa; una moda perillosa que pot causar molt de mal, especialment a les noies més joves. Aquesta insatisfacció amb el propi cos augmenta la probabilitat d'incorporar conductes de risc al voltant de l'alimentació i la pèrdua de pes.

### La família
La família monògama heterosexual reprodueix en el seu si l'articulació bàsica entre sexes que permet l'explotació sexual de la dona. En aquest àmbit, les filles aprenen com la mare existeix com un complement de l'home que és el “representant” d'aquesta unitat social. Al mateix torn, és en aquest àmbit on es comença, des de la més tendra infància, a atorgar els respectius rols de gènere a partir de la sexuació de nenes i nens.

### Contes, pel·lícules infantils i joguines
Els elements ideològics que en fan de la bellesa una vàlua social es troben en la gran majoria de contes. Així, les heroïnes que fan de referència a les nenes prenen apareixen com princeses que, per una banda, requereixen indispensablement el mascle per a realitzar-se, i per l'altra, mostren com la seva principal característica: la capacitat de ser belles, estilitzades i desitjables pel príncep que les ha de rescatar.
Les joguines com a complements estètics també s'hi afegeixen a la pressió estètica, ja que mostren a les nenes a esdevenir com el seu referent, a la vida real; alhora que les nines, joguines destinades exclusivament a les nenes, o bé reforcen el paper de les dones com a mares o bé mostren clarament els estereotips de bellesa amb els quals les nenes creixen, interioritzant els trets impossibles que generaran la constant angoixa i preocupació vinculades al reduccionisme de la dona al seu cos.